# Бакетатон
Бакетатон (егип. B3k.t Jtn — «прислужница Атона»; XIV век до н. э.) — древнеегипетская царевна XVIII династии, младшая дочь фараона Аменхотепа III и его «великой жены» Тии.

## Биография
Бакетатон на изображениях представлена ребёнком, что может указывать на время её рождения — в конце правления Аменхотепа III. Имена её родителей нигде не указаны, её отцом не мог быть Эхнатон.
Бакетатон в основном известна по фрескам из гробница дворянина Хуйи (TA1), начальника гарема при царице Тии в Амарне.
Изображена с царицей Тией в двух банкетных сценах. Тия сидит напротив Эхнатона и Нефертити. В одной сцене Бакетатон сидит на стульчике возле матери, в другой — стоит возле неё. На восточной стене гробницы Хуйи изображён Эхнатон, ведущий мать Тию в храм, их сопровождает Бакетатон.
На северной стене изображены две царские семьи. Справа сидит Аменхотеп III напротив него Тия, а возле неё — Бакетатон. За Тией показаны три служанки.
- Сцена банкета
- Эхнатон и его мать Тия, Бакетатон стоит возле Тии
- Аменхотеп III, Тия и Бакетатон с локоном юности

#### Альтернативные идентификации
Единственный известный титул Бакетатон — «Дочь царя по крови». Вероятно, она умерла молодой, так как она не упоминается в исторических документах после смерти Тии. Есть мнение, что Бакетатон идентична Небетах, младшей дочери Аменхотепа III, либо его старшей дочери Ситамон. Однако этому нет доказательств.
По одной из версий, Бакетатон была дочерью Эхнатона и его второй жены Кийи. Она может быть той принцессой, что изображена с Кийей, и чьё имя оканчивается на -атон, но полное имя не сохранилось. После смерти Кийи упоминания о ней были узурпированы, заменены на имена Меритатон и Анхесенамон и их дочерей Меритатон-ташерит и Анхесенпаатон-Ташерит (которые, возможно, были вымышлены, чтобы заполнить место ребёнка Кийи на этих изображениях). Эта теория частично основана на факте, что Бакетатон никогда не называлась сестрой фараона в сценах из Амарны, но только «кровной дочерью царя». Она никогда не появлялась среди дочерей Нефертити, и это приводит к предположению, что она дочь Эхнатона от другой жены, вероятно от Кийи. После смерти её матери, Бакетатон могла воспитывать её бабушка Тийа. Маркировки вин отмечены именем Бакетатон и датированы 13 годом, что предполагает, что она унаследовала состояния её матери Кийи.
Существует версия, что неидентифицированная мумия KV35YL — мать Тутанхамона — может быть Бакетатон.

## В культуре
- Героиня произведения Мика Валтари «Синухе, египтянин» и его экранизации «Египтянин» (1954). В романе Бакетатон становится женой Хоремхеба, мечтавшего породниться с правящей династией, и тяготится своим браком.
- Одна из центральных героинь цикла романов Макса Овертона (Max Overton), где её жизнь прослеживается с рождения до смерти в правление Рамсеса II.